# Kanadische Unterhauswahl 1962
- NDP: 19
- Lib: 99
- PC: 116
- SoCred: 30
- Sonst.: 1

Die Kanadische Unterhauswahl 1962 (englisch 25th Canadian General Election, französisch 25e élection fédérale canadienne) fand am 18. Juni 1962 statt. Es war die 25. Wahl des kanadischen Unterhauses (engl. House of Commons, frz. Chambre des Communes). Gewählt wurden dessen 265 Abgeordnete.
Die bisher regierende Progressiv-konservative Partei von John Diefenbaker musste zwar starke Verluste hinnehmen, blieb aber mit einer Minderheitsregierung weiterhin an der Macht.

## Die Wahl
Die progressiv-konservative Regierung von Premierminister John Diefenbaker hatte in den letzten vier Jahren mit der größten Mehrheit regieren können, die eine Partei jemals im kanadischen Unterhaus errungen hatte. Vor der Wahl war allerdings die Arbeitslosenquote hoch und der Wert des kanadischen Dollars gering. Hinzu kamen kontroverse Entscheidungen wie der Abbruch der Entwicklung des Kampfflugzeugs Avro Arrow. Trotzdem gelang es der Liberalen Partei von Oppositionsführer Lester Pearson nicht, die Regierung abzulösen, gewann aber genügend Sitze hinzu, um Diefenbaker zur Bildung einer Minderheitsregierung zu zwingen.
Erstmals zu einer Unterhauswahl trat die Neue Demokratische Partei an, die aus der Allianz der Co-operative Commonwealth Federation (CCF) mit dem Canadian Labour Congress entstanden war und von Tommy Douglas, dem ehemaligen Premierminister von Saskatchewan, angeführt wurde. Sie konnte zwar gegenüber dem Ergebnis der CCF stark zulegen, der in Meinungsumfragen prognostizierte Durchbruch gelang jedoch nicht. Nach einer vierjährigen Unterbrechung war die Social Credit Party wieder im Unterhaus vertreten. Allerdings wurden fast alle ihre Abgeordneten in Québec gewählt, während die traditionelle Hochburg Westkanada nur schwach vertreten war.
Erstmals waren sämtliche Ureinwohner wahlberechtigt. Die Wahlbeteiligung betrug 79,0 %.

## Ergebnisse

### Gesamtergebnis
| Partei | Partei                              | Vorsitzender       | Kandi- daten | Sitze 1958 | Sitze 1962 | +/−  | Stimmen   | Wähler- anteil | +/−        |
| ------ | ----------------------------------- | ------------------ | ------------ | ---------- | ---------- | ---- | --------- | -------------- | ---------- |
|        | Progressiv-konservative Partei      | John Diefenbaker   | 265          | 208        | 116        | − 92 | 2.865.542 | 37,22 %        | − 16,44 %  |
|        | Liberale Partei                     | Lester Pearson     | 263          | 048        | 099        | + 51 | 2.846.589 | 36,97 %        | + 3,57 %   |
|        | Social Credit Party                 | Robert N. Thompson | 230          |            | 030        | + 30 | 893.479   | 11,61 %        | + 9,02 %   |
|        | Neue Demokratische Partei           | Tommy Douglas      | 218          | 008        | 019        | + 11 | 1.044.754 | 13,57 %        | + 4,06 %   |
|        | Liberal-Labour 1                    |                    | 001          | 001        | 001        |      | 15.412    | 0,20 %         | + 0,04 %   |
|        | Unabhängige Liberale                |                    | 007          |            |            |      | 10.406    | 0,14 %         | − 0,03 %   |
|        | Unabhängige                         |                    | 011          |            |            |      | 8.084     | 0,08 %         | − 0,12 %   |
|        | Kommunistische Partei               | Leslie Morris      | 012          |            |            |      | 6.360     | 0,08 %         | − 0,05 % 2 |
|        | Nicht bekannt                       |                    | 004          |            |            |      | 2.783     | 0,04 %         | + 0,04 %   |
|        | Unabhängige Progressiv-Konservative |                    | 004          |            |            |      | 2.713     | 0,04 %         | + 0,01 %   |
|        | Candidat libéral des électeurs      |                    | 001          |            |            |      | 1.836     | 0,02 %         | − 0,09 %   |
|        | Capital familial                    |                    | 001          |            |            |      | 393       | 0,01 %         |            |
|        | Co-operative Builders               |                    | 001          |            |            |      | 261       | <0,01 %        |            |
|        | All Canadian                        |                    | 001          |            |            |      | 189       | <0,01 %        |            |
|        | Ouvrier indépendant                 |                    | 001          |            |            |      | 152       | <0,01 %        |            |
| Gesamt | Gesamt                              | Gesamt             | 1.016        | 265        | 265        |      | 7.698.953 | 100,0 %        |            |

1 der Liberal-Labour-Abgeordnete schloss sich der liberalen Fraktion an

Übersicht der Provinzen und Territorien

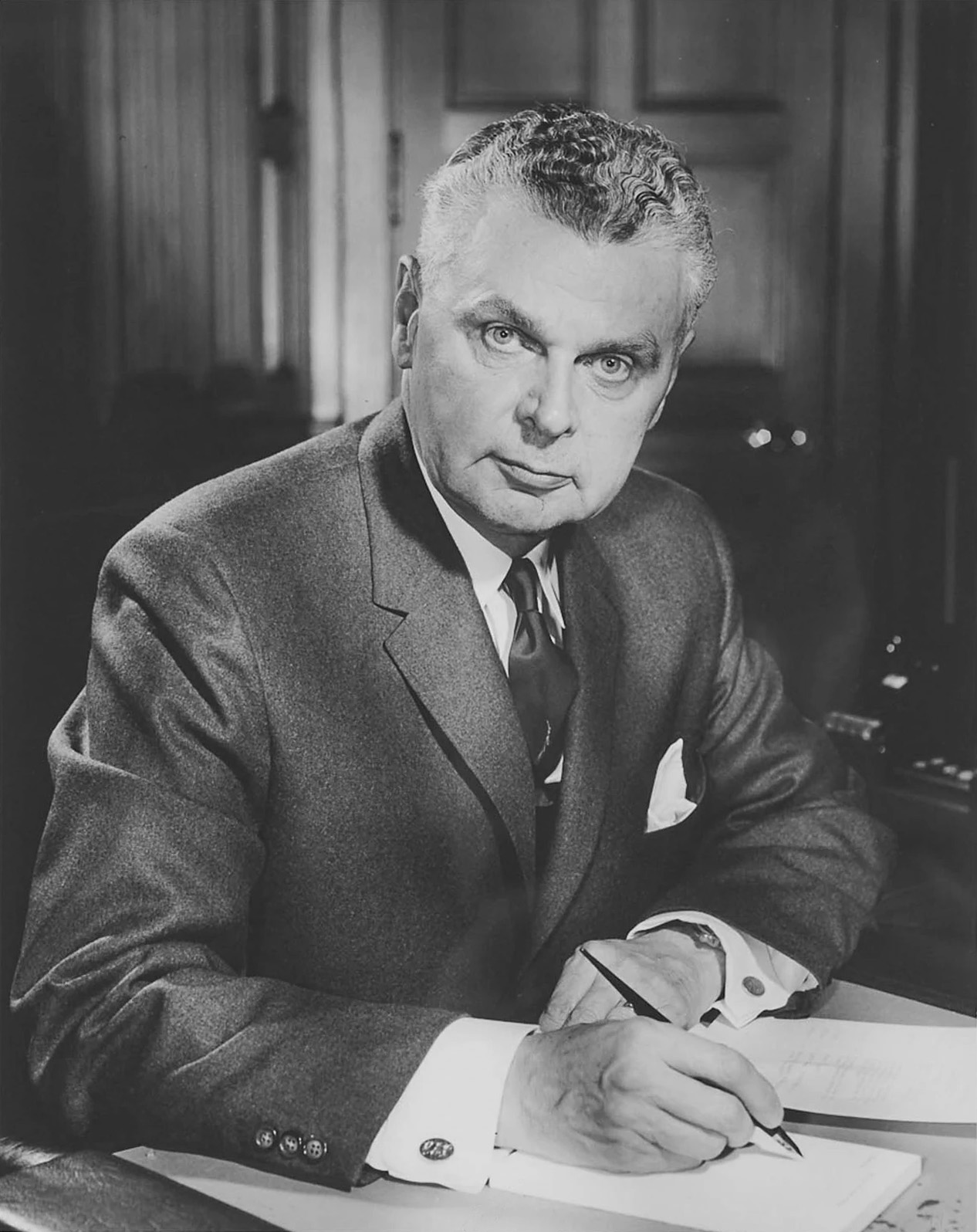
John Diefenbaker

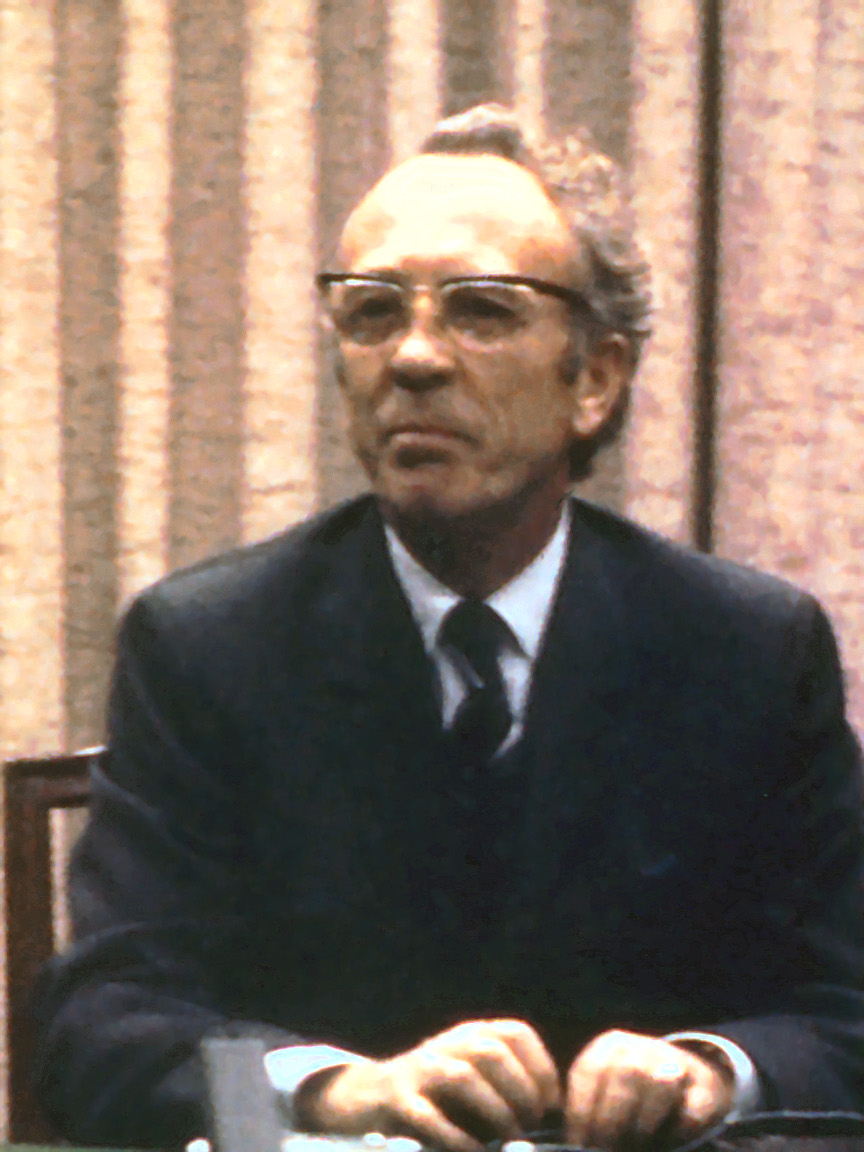
Tommy Douglas

2 im Vergleich zum Ergebnis der Labour-Progressive Party bei den Wahlen 1958

### Ergebnis nach Provinzen und Territorien
| Partei      | Partei                              | Partei      | BC   | AB   | SK   | MB   | ON   | QC   | NB   | NS   | PE   | NL   | NW   | YK   | Gesamt |
| ----------- | ----------------------------------- | ----------- | ---- | ---- | ---- | ---- | ---- | ---- | ---- | ---- | ---- | ---- | ---- | ---- | ------ |
|             | Progressiv-konservative Partei      | Sitze       | 6    | 15   | 16   | 11   | 35   | 14   | 4    | 9    | 4    | 1    | 1    |      | 116    |
|             | Progressiv-konservative Partei      | Anteil in % | 27,3 | 42,8 | 50,4 | 41,6 | 39,2 | 29,6 | 46,5 | 47,3 | 51,3 | 36,0 | 55,0 | 47,8 | 37,2   |
|             | Liberale Partei                     | Sitze       | 4    |      | 1    | 1    | 43   | 35   | 6    | 2    |      | 6    |      | 1    | 99     |
|             | Liberale Partei                     | Anteil in % | 27,3 | 19,4 | 22,8 | 31,3 | 41,0 | 39,2 | 44,4 | 42,4 | 43,3 | 59,0 | 45,0 | 52,2 | 37,0   |
|             | Social Credit Party                 | Sitze       | 2    | 2    |      |      |      | 26   |      |      |      |      |      |      | 30     |
|             | Social Credit Party                 | Anteil in % | 14,2 | 29,2 | 4,6  | 6,8  | 1,8  | 26,0 | 3,6  | 0,8  | 0,2  | 0,1  |      |      | 11,6   |
|             | Neue Demokratische Partei           | Sitze       | 10   |      |      | 2    | 6    |      |      | 1    |      |      |      |      | 19     |
|             | Neue Demokratische Partei           | Anteil in % | 30,9 | 8,4  | 22,1 | 19,7 | 17,2 | 4,4  | 5,3  | 9,4  | 5,2  | 4,9  |      |      | 13,6   |
|             | Liberal-Labour                      | Sitze       |      |      |      |      | 1    |      |      |      |      |      |      |      | 1      |
|             | Liberal-Labour                      | Anteil in % |      |      |      |      | 0,6  |      |      |      |      |      |      |      | 0,2    |
|             | Unabhängige Liberale                | Anteil in % |      | 0,1  |      |      |      | 0,5  | 0,2  |      |      |      |      |      | 0,1    |
|             | Unabhängige                         | Anteil in % | <0,1 | 0,1  |      | 0,3  | 0,1  | 0,2  |      |      |      |      |      |      | 0,1    |
|             | Kommunistische Partei               | Anteil in % | 0,2  |      | 0,1  | 0,6  | 0,1  | <0,1 |      |      |      |      |      |      | 0,1    |
|             | Nicht bekannt                       | Anteil in % |      |      |      |      | 0,1  | <0,1 |      | 0,1  |      |      |      |      | <0,1   |
|             | Unabhängige Progressiv-Konservative | Anteil in % |      |      |      |      |      | 0,1  |      |      |      |      |      |      | <0,1   |
|             | Candidat libéral des électeurs      | Anteil in % |      |      |      |      |      | 0,1  |      |      |      |      |      |      | <0,1   |
|             | Capitale familiale                  | Anteil in % |      |      |      |      |      | <0,1 |      |      |      |      |      |      | <0,1   |
|             | Co-operative Builders               | Anteil in % |      |      |      |      | <0,1 |      |      |      |      |      |      |      | <0,1   |
|             | All Canadian                        | Anteil in % |      | 0,1  |      |      |      |      |      |      |      |      |      |      | <0,1   |
|             | Ouvrier indépendant                 | Anteil in % |      |      |      |      |      | <0,1 |      |      |      |      |      |      | <0,1   |
| Sitze total | Sitze total                         | Sitze total | 22   | 17   | 17   | 14   | 85   | 75   | 10   | 12   | 4    | 7    | 1    | 1    | 265    |